# Sernograd
Sernograd (russisch Зерноград) ist eine Stadt in der Oblast Rostow (Russland) mit 26.842 Einwohnern (Stand 14. Oktober 2010).

## Geographie
Die Stadt liegt im nördlichen Kaukasusvorland etwa 70 km südöstlich der Oblasthauptstadt Rostow am Don unweit des Quellgebietes des nahe der Donmündung ebenfalls in das Asowsche Meer mündenden Kagalnik.
Sernograd ist Verwaltungszentrum des gleichnamigen Rajons.
Die Stadt liegt an der 1915 eröffneten Eisenbahnstrecke (Rostow–) Bataisk–Salsk.

## Geschichte
Der Ort entstand im Zusammenhang mit dem Bau der Eisenbahnstrecke Rostow–Salsk (Station Torgowaja) 1915 als Station Werbljud (russisch für Kamel).
1929 wurde hier eine größere Getreidezucht- und -versuchsanstalt eingerichtet; der gewachsene Ort erhielt 1933 den Status einer Siedlung städtischen Typs unter dem Namen Sernowoi (von russisch serno für Getreide).
1951 wurde das Stadtrecht verliehen. 1960 erhielt die Stadt den heutigen Namen.

### Bevölkerungsentwicklung
| Jahr | Einwohner |
| ---- | --------- |
| 1939 | 8.774     |
| 1959 | 15.634    |
| 1970 | 20.324    |
| 1979 | 25.270    |
| 1989 | 26.097    |
| 2002 | 28.840    |
| 2010 | 26.842    |

Anmerkung: Volkszählungsdaten

## Wirtschaft
In Sernograd gibt es Fabriken für Hydraulikaggregate und für Landmaschinen sowie Betrieb der Lebensmittelindustrie. Die Stadt ist Zentrum eines bedeutenden Landwirtschaftsgebietes (Getreide, Sonnenblumen; Rinder- und Pferdezucht).
In der Stadt ist das Allrussische Wissenschaftliche Forschungsinstitut für Getreidezucht ansässig.

## Söhne und Töchter der Stadt
- Jelena Oleinikowa (* 1976), Dreispringerin